# Fontana, Kalifornien
Fontana är en stad (city) i San Bernardino County, i delstaten Kalifornien, USA. Enligt United States Census Bureau har staden en folkmängd på 199 028 invånare (2011) och en landarea på 110 km².